# Xantal Llavina i Aguilar
Xantal Llavina i Aguilar   (Barcelona, 22 d'agost de 1975) és una periodista catalana i divulgadora de les tecnologies de la informació i la comunicació. Des del 2017 dirigeix i presenta el programa de divulgació d'emprenedoria i transformació digital Revolució 4.0 a Catalunya Ràdio i TV3. Ha treballat a Barça TV, Barcelona TV, El Punt Avui TV, RAC 1, Punto Radio, El Punt Avui i Ràdio 4.

## Biografia
Xantal Llavina va iniciar-se professionalment en la ràdio i la televisió en els mitjans locals als informatius de Barcelona TV. Va treballar de reportera i guionista a TV3 a El club, amb Albert Om, i en els programes El club d'estiu, En directe i L'estiu en directe. També va presentar, amb el periodista Xescu Tapias, el programa de TV3 La nit en directe i va ser la veu del programa d'actualitat Els dies clau al Canal 33 (2015). Alhora, va col·laborar amb Joaquim Maria Puyal a Catalunya Ràdio.
El 2010 va presentar, a Emprendedores TV, el magazín sobre innovació i tecnologia theNextBigThing. A partir del 2011, durant tres temporades i més de 700 programes, va dirigir i presentar el magazín diari de ràdio de les tardes Directe 4.0 a Ràdio 4, programa que va rebre el 2013 una menció de qualitat al millor programa de ràdio als Premis RAC «per presentar d'una manera fresca i dinàmica l'actualitat, la innovació i la tecnologia, amb una clara aposta per internet i les xarxes socials com a elements que permeten estar en constant contacte amb els oients». El 2011 va ser presentadora de la 56a edició dels Premis Sant Jordi de Cinematografia amb el periodista Oriol Nolis.
El 2015 va ser mare d'una filla amb l'actor Quim Masferrer. El 2016 va dirigir i presentar el programa Autèntics.cat d'El Punt Avui TV, que va rebre el premi Zapping 2017 com a millor programa de televisió en la categoria local segons Teleespectadors Associats de Catalunya.

## Revolució 4.0
Xantal Llavina dirigeix i presenta, des del 2017, el programa Revolució 4.0 a Catalunya Ràdio sobre emprenedoria, innovació i transformació digital, un programa que ha obtingut diversos premis. Va rebre el Premi Excel·lència a la Comunicació i a la Divulgació de les TIC 2017. El 2018 Llavina va ser guardonada amb el Premi DonaTIC Divulgadora 2018 de la Generalitat. Revolució 4.0 també va ser guardonat amb el Premi Comunicació i Divulgació TIC 2019, durant la 24a Nit de les Telecomunicacions i la Informàtica. El jurat va posar en relleu la «tasca divulgativa» del programa, que «parla d'innovació, creativitat i competitivitat i dona veu a aquells que han aconseguit ser influents, així com a cares conegudes que han tingut èxit en diferents sectors professionals gràcies a la seva bona transformació digital».

### Salt a TV3
Revolució 4.0 va fer el salt a TV3 el 2019 amb la productora El Terrat. L'eix principal del programa consistia en un convidat mediàtic que connectava amb una «àgora» amb catorze experts i emprenedors. En cada capítol s'analitzava com afecta a la ciutadania la revolució digital en sectors com l'emprenedoria i l'economia, la gastronomia, el periodisme, la robòtica, l'educació, la innovació i la creativitat, la paritat o la salut. Revolució 4.0 va ser guardonat amb el Premi GrausTIC Comunicació i Divulgació 2019. El jurat va destacar-ne «el format innovador de l'espai que divulga d'una manera entretinguda el talent digital i emprenedor de Catalunya en diferents àmbits i permet la participació del públic a través dels mòbils». El 2020, el programa va realitzar la segona temporada a TV3 i va abordar com seria la «nova normalitat» després de la pandèmia de COVID-19 i com la revolució digital va avançar-se al coronavirus cinc anys, i va centrar-se en cinc temes: adolescents, gent gran, Catalunya digital, emprenedoria i solidaritat, i pobles, pagesos i turisme.
El 2020, Xantal Llavina va ser guardonada amb el Premi Creu Casas de l'Institut d'Estudis Catalans «Dones per canviar el món» per la tasca divulgadora que duu a terme i la seva capacitat d'arribar a la societat en general i especialment al públic jove i les noies, transmetent exemples i un bon model de tecnologia entenedora i atractiva. El 2021 va realitzar la tercera temporada del Revolució 4.0 a TV3, centrada en la pregunta de com serà el món de demà a partir del teletreball, l'economia, els valors socials, els hàbits de consum i la salut. Entre altres, va comptar amb la participació del còmic i productor Andreu Buenafuente, el president del Barça Joan Laporta, l'actor Jordi Sánchez, l'economista Santiago Niño Becerra, el cuiner Nandu Jubany i l'actriu Itziar Castro.
El programa, que en les tres primeres temporades compartia el nom amb l'espai Revolució 4.0 de Catalunya Ràdio, va estrenar un nou format el 2022 sota el títol de Som Revolució, centrat en com seria la Catalunya del 2030. El programa es va ocupar de cinc grans revolucions: la revolució sostenible i el canvi climàtic, la connectivitat, els hologrames i l'espai, el talent digital i el metavers, i l'educació digital i la recerca. Llavina va visitar, entre d'altres: el Barcelona Drone Center, una empresa que fabrica hologrames, l'aeroport d'Alguaire, diverses classes de robòtica d'escoles catalanes, empreses que fan realitat augmentada i virtual, la Universitat Politècnica de Catalunya, el sincrotró Alba, l'abocador de Can Mata d'Els Hostalets de Pierola i va entrar dins del món virtual del Catvers.
El 2024, 3Cat va estrenar el videopòdcast Ho he superat, amb Xantal Llavina. Un videopòdcast en què la periodista conversa, després d'haver superat un càncer de mama, amb personatges coneguts que han viscut també situacions personals o de salut complicades. A Ho he superat, la cantant Paula Valls, el cuiner Nandu Jubany, la periodista i escriptora Elisenda Roca, l'editor Ernest Folch, l'actriu Anna Barrachina, l'actor José Corbacho, el xef Raül Balam, l'escriptor Sebastià Alzamora, el músic Joan Reig i l'actor Pep Anton Muñoz conversen amb Xantal Llavina sobre les seves històries de superació personal.
El 2024, la periodista de 3Cat Xantal Llavina ha estat reconeguda amb el Premi Alumni Ambassador 2024 de la Universitat Ramon Llull  per l'excel·lència en la seva trajectòria professional i el seu rol com a referent per als futurs professionals.
Xantal Llavina va publicar el llibre Emprèn el teu futur d'Ara Llibres, una guia pràctica i inspiradora per a joves i emprenedors amb ganes de transformar el món i les seves vides. Amb experiències d’emprenedors d’èxit, el llibre destaca valors com la perseverança, la resiliència i la creativitat. Llavina combina la seva experiència com a periodista i emprenedora per oferir eines per liderar en un món en constant canvi.Emprèn el teu futur
Xantal Llavina}}

## Obra publicada
- Facebook: Millori les seves relacions coneixent la xarxa social que connecta el món (2011).[26]
- #SomDigitals: Descobreix quins seran els protagonistes de la Revolució Digital, (2020); n'és coautora amb Jordi Portals.[27]
- Emprèn el teu futur (2024) ISBN 978-84-1173-106-5